# 公共財
公共財（こうきょうざい、英: public good）は、経済学の用語であり、非競合性あるいは非排除性の少なくとも一方を有する財として定義される。対語として、競合性と排除性とを有する私的財がある。
食品であれば誰かが食べてしまえば他の人はその食品を食べる事ができない。費用が必要である。この性質を競合性という。排除性とは、対価を支払わず財を消費しようとする行為を実際に排除可能な性質を指す。この場合市場では、価格付けされた財が対価の支払いを条件として販売される。

## 分類
|          | 排除性                                          | 非排除性                                                      |
| 競合性   | 私的財 食料・衣服・自動車・駐車場               | コモンプール財 漁業資源・木材・石炭・水資源・無料公共交通機関 |
| 非競合性 | クラブ財 映画・有料公園・衛星放送・公共交通機関 | 公共財 無料放送・空気・国防・FOSS                             |

### 純粋公共財
非競合的かつ非排除的な狭義の公共財を純粋公共財という。この純粋公共財の典型的な例としては政府による外交や国防がしばしば挙げられる。国民の内の特定の集団が政府の外交政策や国防の利益を受けないように排除することが困難であり、また、集団を排除しなくてもそれによって追加的な費用が発生しないことが多い。ほかの例としては、花火大会における花火などがある。

### 準公共財
厳密には純粋公共財ではないが、非競合性あるいは非排除性のいずれかを有する広義の公共財を準公共財という。
非競合的かつ排除的な財は、「クラブ財」と呼ばれる。たとえば、有線放送のようなサービスは、放送用のケーブル網の敷設や番組制作などには費用がかかるが、これを100人の消費者に供給する代わりに150人の消費者に供給することによってもそれらの費用は余り増加しない。排除可能性は高いが、競合性が低い例となる。
非排除的かつ競合的な財は、「コモンプール財（共有資源）」と呼ばれる。たとえば、一般道路や橋などは、ある程度までであれば利用者全員は問題なく便益を受けられるが、利用者が増えるに従って混雑費用が高まり、競合性は高い。個々の限界便益に他者へ与える外部費用が含まれていないためである。しかし利用者全員に実際に課金するためのコストが高く、排除性は低い。そのため市場に任せると過剰消費がなされる傾向にある（共有地の悲劇）。

## 公共財の提供

### 政府や市場
国防などの純粋公共財の提供にあたっては、対価を支払わない者も利用できる（非排除性）。そのため市場経済に任せた場合、フリーライダーの問題が起きて供給が過少となる。そこで、そのような公共財の供給は政府が行うべきとされる。
公園やプールなどのように、（準）公共財であっても民間での供給が可能なものが多い。民間が行う場合に供給が過少となるので、CSでのスクランブル放送のように排除性を高めるなど私的財に近付ける工夫をするなど、政府が介入を行う場合がある。

### コミュニティ
公共財および共有資源の提供は、市場や政府の他に、コミュニティによる自主管理によっても行われている。エリノア・オストロムは、公共財の自主管理が長期間持続するための設計原理を分析し、コミュニティが効率的に公共財を管理できることを、フィールド調査とゲーム理論によって示した。この研究により、オストロムは2009年にノーベル経済学賞を受賞した。

## 知識の公共財的性格
知識もまた非競合性と非排除性をもち、公共財であると考えられている。そのため、公共財と同様にフリーライダーが生じたり、知識生産（研究開発）への投資が過少になる可能性がある。
この問題の解消方策として
- 公的機関による知識（という財）の供給。大学や国立研究所があてはまる。
- 新しく発明された知識に対し人為的に占有権を与え、フリーライダーを阻止する。知的財産権が該当する。

が採用されている。
フリーライダーを問題とは捉えず、推奨する考え方としてコピーレフトやクリエイティブ・コモンズがある。公共財としての知識は、クリエイティブ・コモンズ発起人でもあるローレンス・レッシグによって、共有経済との関連も指摘されている。

## メリット財
公共財と混同されるものとして、私的財ではあるがある種の公共性を有するメリット財がある。たとえば医療、介護、義務教育などがメリット財とされる。これらのサービスは、あらゆる人が享受する権利をもつと考えられている。しかし、非競合性・非排除性の問題がないのであれば、これらの財は民間によって適切に供給され得る。